# Radionyheder
Radionyheder er en nyhedsudsendelse præsenteret på radio. Udsendelserne udbydes af flere danske radiokanaler, af og til som en udsendelse på kun få minutter.
| Radio | Spire Denne artikel om radio eller radioprogrammer er en spire som bør udbygges. Du er velkommen til at hjælpe Wikipedia ved at udvide den. |